# Team Riffa
Team Riffa is een Bahreinse 3×3-basketbalploeg die de stad Riffa vertegenwoordigd op internationale wedstrijden.

## Geschiedenis
Na het seizoen 2023 maakte Team Antwerp bekend dat ze een overstap maakte naar het nieuwe Team Riffa dat gesponsord werd door de gelijknamige Bahreinse stad. Dit om de internationale uitstraling van de stad te vergroten. De ploeg volstaat volledig uit Belgische spelers van Team Antwerp aangevuld met de Belg Thibaut Vervoort die overkwam van Team Futian. In september 2024 wonnen ze de WT Shanghai. Ze kwalificeerde zich als derde voor de World Tour finale in Hongkong waar ze derde werden.
Voor het seizoen 2025 verliet Thibaut Vervoort de ploeg voor een seizoen in de Chinese 3x3-competitie.

## Spelers
- 2024: Caspar Augustijnen, Bryan De Valck, Dennis Donkor, Jonas Foerts, Vic Van Oosterwyck, Thibaut Vervoort[4]
- 2025: Caspar Augustijnen, Dennis Donkor, Jonas Foerts, Vic Van Oosterwyck, Mohamed Hasan Abdulnabi Ali Kawaid

## World Tour Resultaten
| Jaar | Punten | Positie | Finale | Overwinningen |
| ---- | ------ | ------- | ------ | ------------- |
| 2024 | 609    | Brons   | Brons  | Shanghai      |
| 2025 |        |         |        |               |